# Tom De Mul
Tom De Mul (* 4. März 1986 in Kapellen, Flandern) ist ein ehemaliger belgischer Fußballspieler. Er spielt hauptsächlich auf der Position des rechten Außenstürmers, bei seinem ehemaligen Verein Ajax Amsterdam wurde er jedoch des Öfteren im Mittelfeld eingesetzt. Bis 2012 stand De Mul beim FC Sevilla unter Vertrag; nach zweijähriger Vereinslosigkeit zog er sich 2014 ganz aus dem aktiven Fußballsport zurück.

## Karriere
Im Alter von 15 Jahren wechselte Tom De Mul von Germinal Beerschot Antwerpen zur Jugend von Ajax Amsterdam. Dort schaffte er zwei Jahre später in der Saison 2003/04 den Sprung in den Profikader. Sein Debüt bei Ajax gab De Mul am 25. Januar 2004 beim 1:0-Sieg von Ajax im Heimspiel gegen den NEC Nijmegen. Sein erstes Tor für Ajax schoss er am 15. August 2004 im Gastspiel bei Twente Enschede. In dieser Zeit kam er zu 6 Einsätzen und 1 Tor.
In der Saison 2005/06 wechselte De Mul auf Leihbasis zu Vitesse Arnheim, wo er in 27 Spielen 2 Tore erzielte. In seiner Zeit bei Vitesse trug er die Rückennummer 6.
2006/07 spielte De Mul wieder bei Ajax und kam zu 28 Einsätzen, 4 Toren und 8 Torvorlagen. Zudem kam er im UEFA-Pokal bislang auf 7 Einsätze. In dieser Saison stieg er auf zum belgischen Nationalspieler auf und bestritt 2 Partien in der Qualifikation zur EM 2008.
Zur Saison 2007/08 wechselte De Mul für 4 Millionen Euro zum spanischen Erstligisten FC Sevilla; er unterschrieb dort einen 5-Jahres-Vertrag. Für die Saison 2008/09 wurde er vom FC Sevilla an den belgischen Verein KRC Genk ausgeliehen, mit dem er den Belgischen Pokal gewann. In der Folgesaison kehrte er nach Sevilla zurück, wurde jedoch lediglich noch einmal im spanischen Pokal eingesetzt. Auch ein erneuter Wechsel auf Leihbasis in seine Heimat, diesmal zu Standard Lüttich, in der Spielzeit 2010/11 brachte keine weiteren Einsätze. Nach Auslaufen seines Vertrages in Sevilla zum Saisonende 2011/12 fand er keinen neuen Verein und war seither vereinslos. Nachdem er zwei Jahre lang als vereinslos galt, zog er sich im Jahre 2014 gänzlich aus dem aktiven Fußballsport zurück.

## Erfolge
- Niederländischer Meister: 2003/04 (mit Ajax Amsterdam)
- Niederländischer Supercupsieger: 2006 (mit Ajax Amsterdam)
- Niederländischer Pokalsieger: 2005/06 (mit Ajax Amsterdam)
- Belgischer Pokalsieger: 2008/09 (mit KRC Genk)